# Howie Rader
Howard "Howie" Rader (Brooklyn, Nueva York; 29 de marzo de 1921 - El Paso, Texas; 2 de febrero de 1991) fue un jugador de baloncesto estadounidense que disputó una temporada en la NBA, además de jugar en la NBL y la ABL. Con 1,85 metros de estatura, jugaba en la posición de escolta.

## Trayectoria deportiva

### Universidad
Jugó una única temporada con los Blackbirds de la Universidad de Long Island, en la cual aparecieron como número uno del ranking del NIT tras su triunfo en la última temporada, pero que cayeron en la primera ronda ante West Virginia en la prórroga, con 8 puntos de Rader. Fue incluido en el segundo mejor quinteto All-Met.

### Profesional
Tras cumplir el servicio militar durante la Segunda Guerra Mundial, su experiencia profesional comenzó en los Philadelphia Sphas de la ABL, donde jugó junto a su hermano gemelo Len, promediando 3,1 puntos por partido, en una temporada en la que consiguieron el campeonato tras derrotar a los Baltimore Bullets en el séptimo y definitivo partido.
Al año siguiente fichó por los Tri-Cities Blackhawks de la NBL, donde jugó dos temporadas, siendo la más destacada la primera de ellas, en la que promedió 4,8 puntos por partido. Jugó posteriormente en los Atlanta Crackers de la efímera PBLA, en la que promedió 3,4 puntos por partido, para acabar disputando 13 partidos con los Baltimore Bullets en la BAA, en los que promedió 1,3 puntos y 1,1 asistencias.

#### Estadísticas en la BAA

##### Temporada regular
| Temporada | Edad | Equipo            | Liga | Pos. | P  | TIT | MIN | TC  | TCA | %TC  | 3P | 3PA | %3P | TL  | TLA | %TL  | R.OF. | R.DEF. | REB | ASIS | ROB | TAP | PER | FP  | PTS |
| 1948-49   | 27   | Baltimore Bullets | BAA  |      | 13 |     |     | 0.5 | 3.5 | .156 |    |     |     | 0.2 | 0.8 | .300 |       |        |     | 1.1  |     |     |     | 1.9 | 1.3 |
| Total     |      |                   | BAA  |      | 13 |     |     | 0.5 | 3.5 | .156 |    |     |     | 0.2 | 0.8 | .300 |       |        |     | 1.1  |     |     |     | 1.9 | 1.3 |